# Drømmere
Drømmere er en dansk dokumentarfilm fra 2002 med instruktion og manuskript af Jørgen Leth. Filmen blev optaget på fridage i arbejdet med andre film, Jørgen Leth optog på Haiti gennem årene, og optagelserne strækker sig derfor over en 20-årig periode.

## Handling
Filmen præsenterer Haitis naive malerkunst og dens visioner. Filmen er bygget roligt op om samtaler med nogle af de mest kendte malere, der fortæller om deres baggrund, inspirationer og om det vigtigste, mystikken i deres fantasiverden. De kommer næsten alle fra fattige miljøer, men det binder dem ikke: De er hverken socialrealister eller socialromantikere. De er drømmere, mystikere, fabulanter, historiefortællere, og deres visioner maler de med kraftige farver og stor optimisme.